# 灣景國際
灣景國際（英語：The Harbourview）為香港的一間四星級酒店，位處香港島灣仔港灣道4號，鄰近香港藝術中心、香港演藝學院及港鐵灣仔站，酒店於1985年開幕，共提供320間豪華客房，由香港中華基督教青年會管理。

## 酒店設施
- 宴會廳
- 托兒服務
- 醫務室
- 餐廳
- 咖啡店

## 餐廳
- 灣景廳（中西美食）餐廳資料
- 咖啡廊（咖啡店）餐廳資料

## 交通
港鐵
- █  港島綫：灣仔站

機場酒店通接駁巴士

## 參看
- 香港酒店列表
- 城景國際酒店
- 香港中華基督教青年會

## 外部連結
- 灣景國際 （页面存档备份，存于）